# خورخي غونزاليس برادو
خورخي غونزاليس برادو (بالإسبانية: Jorge Gonzalez Prado)‏ هو لاعب كرة قدم كولومبي، ولد في 23 مايو 1995 في كولومبيا. لعب مع نادي أولهانينسي.

## وصلات خارجية
- خورخي غونزاليس برادو على موقع قاعدة بيانات كرة القدم.إي يو (الإنجليزية)
- خورخي غونزاليس برادو على موقع Soccerway.com (الإنجليزية)